# Scrancia discomma
Scrancia discomma is een vlinder uit de familie tandvlinders (Notodontidae). De wetenschappelijke naam van deze soort is voor het eerst geldig gepubliceerd in 1916 door Jordan.
De soort komt voor in tropisch Afrika.